# Parco nazionale del Khibiny
Khibiny è un parco nazionale della Oblast 'di Murmansk, a nord-ovest della Russia. Copre un'area di 848 km² che è divisa in Khibiny West e Khibiny East, ovvero la parte occidentale e la parte orientale.

## Storia
Il geografo Veniamin Semenov-Tyan-Shansky parlò nel 1917 della necessità di creare una riserva naturale come un parco nazionale a Khibiny. Il principale ostacolo alla creazione era il fatto che si trattava di una regione mineraria e perciò l'idea fu rifiutata.
Se ne tornò a parlare nel 2011, quando il parco nazionale venne incluso nello sviluppo del sistema di territori naturali appositamente protetti della Russia ed istituito nel 2015.
Lo scopo è di proteggere la tundra montuosa e gli ecosistemi della taiga della penisola di Kola settentrionale, nonché il patrimonio naturale della catena montuosa di Khibiny.
Il 19 febbraio 2018, venne firmato un decreto che ufficializzò la creazione del parco nazionale di Khibiny.